# サテライトかのや
サテライトかのやは、鹿児島県鹿屋市大浦町にあった専用競輪場外車券売場。熊本競輪場の施行者である熊本市が管理者で、株式会社メダリスト九州が運営していた。

## 概要
2006年までダイソーが入居していた施設を改装し、2008年8月17日オープン。年間約360日（ナイターは約230日）開催し、年15.3万人の来場者数、約27億円の売り上げを見込んでいたが、資金繰りに問題があったため2010年3月2日にメダリスト九州の破産手続きの開始決定がなされ、同年3月末をもって営業を終了した。メダリスト九州の負債総額は約1億2,000万円。
払い戻しについては2010年4月・5月のみサテライトきもつきで対応した。

## 施設
- 収容人数：450人
- 一般観覧席： 119席（無料）※身障者用席3席
- ロイヤル席： 1,000円（15席、13型液晶モニタ付き）
- 有料指定席：   700円（40席、13型液晶モニタ付き）
- グループ席： 2,000円（2部屋、32型液晶モニタ付き）
- 窓口数：14窓口〔発売2・発払4・有人発払8〕

- モニター
  - 65インチモニター：6台
  - 37インチモニター×4連：4台
  - 37インチモニター×2連：1台
  - 32インチモニター：6台
  - 13インチモニター：55台

- 駐車場：193台収容（臨時駐車場81台）
- 設置者：株式会社メダリスト九州

## アクセス
- 国道220号鹿屋バイパス・鹿屋大橋より垂水方面へ2km
- 国道220号鹿屋バイパス・郷之原トンネルより志布志方面へ3km